# Honoriwka (przystanek kolejowy)
Honoriwka (ukr. Гонорівка) – przystanek kolejowy w pobliżu miejscowości Honorówka, w rejonie tulczyńskim, w obwodzie winnickim, na Ukrainie. Położony jest na linii Żmerynka – Odessa.